# Керн, Вернер
Вернер Керн (нем. Werner Kern; 23 февраля 1946, Берхтесгаден, Германия) — немецкий футболист, тренер, координатор юношеских команд.

## Клубная карьера
После карьеры в любительском футболе, Керн был назначен ассистентом главного тренера мюнхенской «Баварии» в 1970 году, где он оставался до 1977 года, отметившись пребыванием во время «золотой эры» клуба. Он ассистировал Удо Латтеку и Деттмару Крамеру, и, помимо этого, управлял резервной командой.
Затем он отправился работать главным тренером самостоятельно, работая в «Ворматии», «Нюрнберге», «Айнтрахте» (Трир) и «Ульме 1846». В 1998 году он вернулся в «Баварию», чтобы возглавить обновленную молодежную систеу клуба.